# مدن مهددة بالغرق

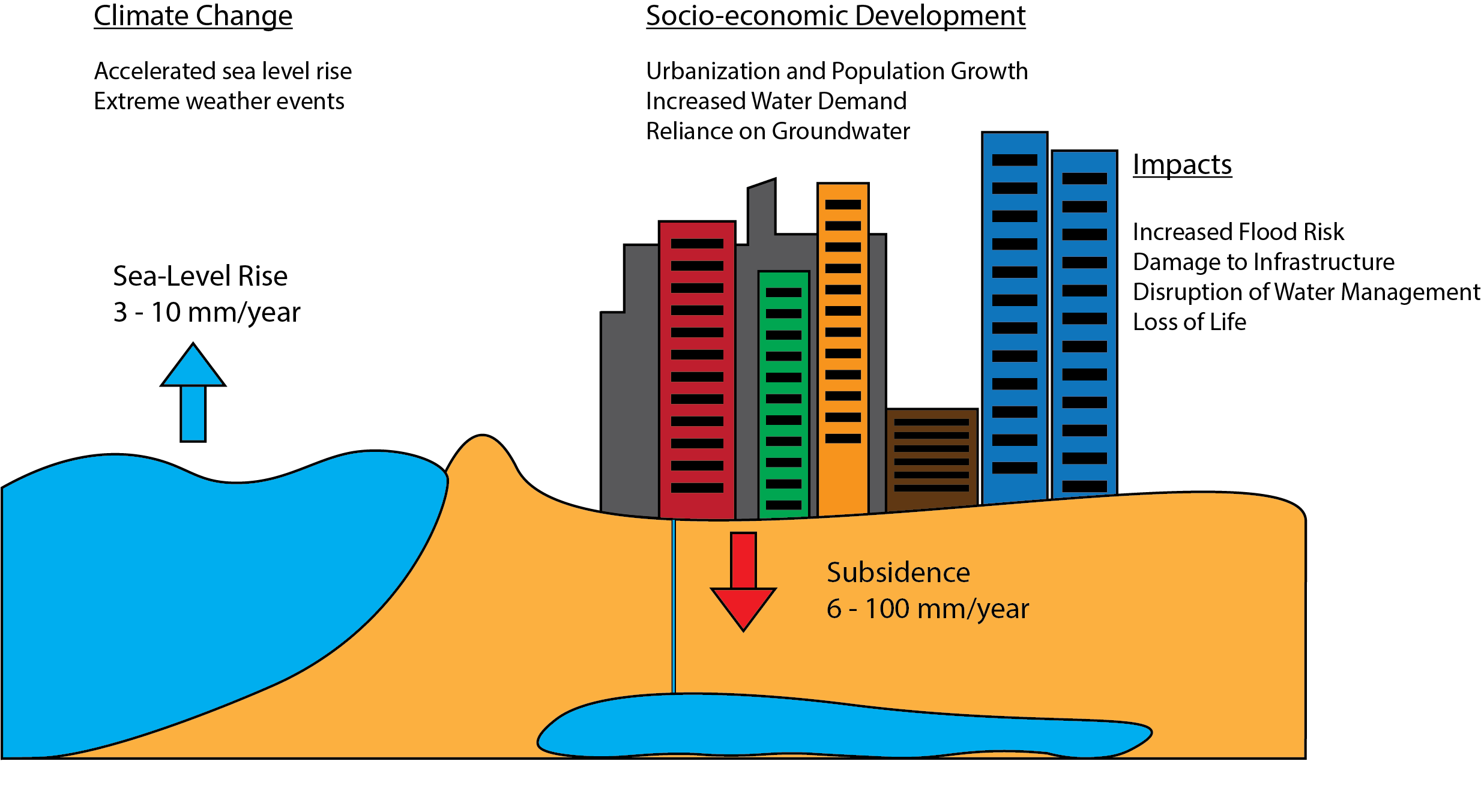

المدن المهددة بالغرق هي بيئات حضرية معرضة لخطر الاختفاء بسبب التغير السريع في معالمها الطبيعية. تصبح المساحات الأهم في هذه المدن غير ملائمة للعيش نتيجة التغير المناخي (الذي يتجلى في ارتفاع مستوى سطح البحر وتكثّف العواصف وعرام العواصف)، وانخساف الأراضي، والتحضّر المتسارع. تقع الكثير من أكبر مدن العالم وأكثرها نموًا على طول الأنهار والسواحل، وبهذا تكون مراكز النشاط الاقتصادي والثقافي معرضة للكوارث الطبيعية. مع استمرار استثمار البلدان للأفراد والأصول والبنى التحتية في تلك المدن، تتزايد الخسائر المحتملة فيها. يجب أن تتغلب المدن المهددة بالغرق على عوائق كبيرة لتواجه التغيرات المناخية على نحو مناسب.

## الخلفية والتاريخ

### التطور
لطالما ناقش العلماء الظروف الأساسية التي مهدت لنشوء المدن القديمة، كبلاد الرافدين. قُدمت نظريات متنوعة، دون وجود أدلة كافية لتوضيح السبب الجوهري لنشوئها حتى اليوم. يُشار كثيرًا إلى دور الزراعة وزيادة الإنتاج الاقتصادي والتنظيم الاجتماعي المتقدم باعتبارها العوامل الرئيسة، إلى جانب عوامل أخرى على الأرجح. واليوم، تدفع قوى شبيهة التحضر البشري في العالم.
تقع الغالبية العظمى من المدن المهددة بالغرق في الأراضي الساحلية المنخفضة. هذه المناطق معرضة بشكل خاص لآثار تغير المناخ، ولكنها، منذ العصور القديمة، المناطقَ المفضلة للاستيطان البشري. جعلت خصوبة التربة، وتوفر المياه العذبة من الأنهار، وسهولة الوصول نتيجة التضاريس المسطحة، والطرق المائية والبحرية التي تسمح بالتجارة، السهول الساحلية مراكز زراعية واقتصادية قيمة. على مر التاريخ، واصلت تلك المناطق تطورها، وشكلت حتى اليوم بعض أكثر المناطق كثافة سكانية في العالم.

## الأسباب
تُعزى المخاطر الطبيعية المتزايدة التي تواجهها الكثير من المدن الساحلية إلى مجموعة من العوامل المرتبطة بالتحضر السريع، وتغير المناخ، وانخساف الأراضي. ترجع أصول الكثير من هذه «الأخطار الطبيعية» بدرجة كبيرة إلى النشاط البشري. في حالات كثيرة، تتشابك الجوانب الأساسية المسببة لانغمار المدن، وتصبح مع مرور الوقت صعبة التصحيح.

### التحضر
تعيش غالبية الناس في مناطق حضرية للمرة الأولى في تاريخ البشرية. وتقدر الأمم المتحدة أن نحو 68% من سكان العالم سيعيشون في مناطق حضرية بحلول عام 2050. للتحضر مقتضيات متنوعة منها جغرافية واجتماعية واقتصادية، وأخرى متعلقة بالتخطيط الحضري والهندسة المعمارية والصحة العامة في المنطقة.[بحاجة لمصدر] لذا فإن سرعة حدوث التحضر عامل مهم. يتيح التحضر البطيء الوقت لمخططي المدن كي يتخذوا قرارات تخطيط مدروسة. بعد نضوج المدن، يمكن أن تحتاج الحكومات المحلية عقودًا من الزمن لتطوير وتمويل وتنفيذ مشاريع البنية التحتية الرئيسية بغية تخفيف المشكلات الناتجة عن التحضر السريع.
تشهد بعض المناطق اليوم في آسيا، على وجه الخصوص، نموًا حضريًا غير مسبوق. حاليًا، يزداد عدد سكان المناطق الحضرية في آسيا بنحو 140,000 نسمة في اليوم، ومن المتوقع أن يتضاعف عدد السكان في المناطق الحضرية، من 1.25 مليار في عام 2006 إلى 2.4 مليار بحلول عام 2030. يحدث جزء كبير من هذا النمو على طول السواحل، وهي حقيقة مقلقة. في الصين، بلغ النمو السكاني في المناطق الساحلية الحضرية ثلاثة أضعاف معدل النمو الوطني. تفوق الزيادة السريعة في النمو السكاني القدرة الاستيعابية لهذه البيئات الحضرية ما يؤدي إلى استنزاف الموارد الطبيعية. بالنسبة للمدن المهددة بالغرق، النتيجة الأهم هي الإفراط في استخراج المياه الجوفية، الأمر الذي يؤدي إلى انخساف الأرض.

### تغير المناخ
خلال القرنين العشرين والحادي والعشرين، صاحبَ الاحتباس الحراري التحضر العالمي. سيؤثر تغير المناخ، الناتج عن الاحتباس الحراري، على كل بقاع الأرض، ومن غير المرجح أن تتوزع آثاره بالتساوي. المدن المنخفضة أكثر عرضة لآثار التغير المناخي المدمرة.
ستواصل مخاطر التغير المناخي نموها إلى القرن المقبل، حتى وإن خُفضت انبعاثات الغازات الدفيئة بشكل كبير، والسبب في ذلك زخم الانبعاثات السابقة. أظهرت التقارير الأخيرة الصادرة عن الأمم المتحدة أن تغير المناخ سيتسارع ولن يتباطأ. أكد تقرير فجوة الانبعاثات في عام 2019 أن انبعاثات الغازات الدفيئة تواصل الارتفاع، رغم الالتزامات السياسية التي حظيت بتغطية إعلامية مهمة. ويتابع التقرير فيشدد على وجوب رفع مساهمات الدول المحددة وطنيًا بنحو ثلاثة أضعاف للبقاء دون 2 درجة مئوية وأكثر من خمسة أضعاف لتحقيق هدف 1.5 درجة مئوية.
ستواجه المدن الساحلية التأثيرات الأهم لتغير المناخ نظرًا لقربها من البحر. سيسبب عرام العواصف وارتفاع المد والجزر إلى جانب ارتفاع مستوى سطح البحر وانخساف الأرض فيضانات في مناطق كثيرة. وحتى مشاريع البنية التحتية المنجزة حديثًا لم تأخذ في الحسبان التغير المناخي السريع. المدن الكبرى في آسيا معرضة للخطر بشكل خاص إذ تُصنَف معايير الحماية من الغمر المتبعة في بعض المدن على أنها غير موائمة لمواجهة الغمر المتوقع خلال مدة 30 عامًا.

### ارتفاع مستوى سطح البحر
على الرغم من عدم اتفاق التقارير التي تتنبأ بتزايد ارتفاع مستوى سطح البحر في المستقبل، تتوقع تقديرات الهيئة الحكومية الدولية المعنية بتغير المناخ ارتفاعًا بمقدار متر واحد خلال القرن المقبل. ترى تقارير أخرى أن تقديرات الهيئة الحكومية الدولية المعنية بتغير المناخ منخفضة جدًا وتشير إلى مستويات أقرب إلى 1.9 متر بحلول عام 2100. وبأي حال، يظل ارتفاع مستوى سطح البحر حقيقة مؤكدة. مع استمرار ارتفاع منسوب مياه البحر، تواجه المدن الساحلية تحديات في النمذجة والاستعداد الملائمين لعُرام العواصف المتزايد الناجم عن العواصف الاستوائية.

### تكثف العواصف
لا تتفاقم المخاطر الناتجة عن ارتفاع مستوى سطح البحر إلا بتكثف العواصف. مع استمرار ارتفاع درجة حرارة المحيطات، من المرجح ازدياد معدلات هطول الأمطار والأعاصير المدارية وشدة الأعاصير. تشير الدراسات التي أجرتها الإدارة الوطنية للمحيطات والغلاف الجوي إلى أن زيادة درجة الحرارة العالمية بمقدار 2 درجة مئوية سيؤدي إلى زيادة نسبة العواصف الاستوائية من الفئتين الرابعة والخامسة. سببَ إعصار ساندي، الذي كان عاصفة من الفئة الثالثة فقط، أضرارًا بنحو 70 مليار دولار (دولار أمريكي 2012).[بحاجة لمصدر] وربما يسبب تغير المناخ تبدلًا في مسارات الأعاصير المدارية، ما سيجلب العواصف إلى أماكن لم تواجه الأعاصير الكبرى في ما مضى. هذه المناطق المعرضة للخطر غير مهيأة للعواصف المتكثفة.

### انخساف الأرض
الانخساف هو الهبوط المفاجئ أو التدريجي لسطح الأرض مع حركة أفقية قليلة أو معدومة.[بحاجة لمصدر] يمكن أن تكون لانخساف الأراضي تداعيات مباشرة وغير مباشرة على المدن. تتمثل الآثار المباشرة في الأضرار التي تصيب البنى التحتية الرئيسية، كشبكات المياه والمباني والطرق السريعة. يفاقم انخساف الأرض خطر الفيضانات الساحلية، وفي أحيان كثيرة، يتجاوز المعدل الصافي للهبوط معدل ارتفاع مستوى سطح البحر. في بانكوك، يرتفع خليج تايلاند 0.25 سم في السنة، لكن المدينة تُغمر بمعدل أسرع، يصل إلى 4 سم في السنة. تزيد المحصلة النزولية بشكل كبير من خطر الفيضانات ما يمكن أن يؤدي إلى أضرار اقتصادية كبيرة وخسائر بشرية.

#### الأسباب
خلال القرن الحادي والعشرين، ومع استمرار نمو المدن، صارت المياه العذبة أثمن من أي وقت مضى. ونتيجة تزايد الكثافة السكانية على طول دلتا الأنهار، والتنمية الصناعية، وتساهل المسؤولين عن حماية البيئة، تتلوث مياه الأنهار. هذه الظاهرة أكثر شيوعًا في المدن الساحلية الكبرى، وخاصة في آسيا. الكثير من المدن غير قادرة على تحمل تكاليف أنظمة معالجة المياه وتضطر إلى استخدام المياه الجوفية بإفراط. عند استخراج المياه الجوفية من باطن الأرض بوتيرة سريعة لا توائم سرعة إعادة الامتلاء، تتشكل فراغات تحت الأرض. إذا ترافقَ ذلك مع زيادة حِمل الأرض نتيجة التنمية المتسارعة، تتعرض التربة للانضغاط. تبعًا لجيولوجيا المنطقة، من الممكن أن يحدث هبوط سريع، وهو المُشاهد في الكثير من السهول الساحلية، أو هبوط أبطأ في حال وجود صخور قاع كبيرة في المنطقة.